# Woob 1194
Woob 1194 a fost albumul de debut al muzicianului și compozitorului de muzică ambient Britanic Paul Frankland. Albumul a fost înregistrat în decursul a două luni și lansat în vara lui 1994 la casa de discuri Em:t Records. Albumul de asemenea a fost relansat la  sfârșitul lui 1994 la casa de discuri din Statele Unite, Instinct Records in the United States. A fost cel de-al doilea release al Em:t, considerat în prezent un album clasic de ambient și extrem de influent.
Albumul îmbină împreună elemente de ambient, dub, și world music în bucăți lungi combinat cu sample-uri din înregistrări de teren, filme și emisiuni TV cum ar fi Quantum Leap și Star Trek. Coperta albumului prezintă câțiva Pinguini Regali în sălbăticie, ce pot fi auziți aproape de finalul ultimei piese de pe album, "Emperor".

## Lista pieselor
1. "On Earth"- 32:00
2. "Odonna"- 13:23
3. "Amoeba"- 1:34
4. "Wuub"- 9:38
5. "Strange Air"- 10:21
6. "Emperor"- 5:53

În luna Decembrie 2009 albumul a fost relansat la nivel mondial pe pagina magazinului virtual iTunes.